# Zdeněk Hazdra
Zdeněk Hazdra (* 17. května 1983, Nymburk) je český historik, od května do srpna 2010 prozatímní ředitel a v letech 2014 až 2022 ředitel Ústavu pro studium totalitních režimů.

## Život
Po absolvování základní školy v Nymburce (1989 až 1998) vystudoval Gymnázium Jiřího z Poděbrad v Poděbradech (1998 až 2002). Následně v letech 2002 až 2007 vystudoval historii se specializací na moderní dějiny na Filozofické fakultě Univerzity Palackého v Olomouci, a získal tak titul Mgr. Na téže fakultě pokračoval v doktorském studiu, které úspěšně zakončil v roce 2013, a získal tak titul Ph.D. V průběhu studia byl na stipendijních pobytech v Rakousku.
V letech 2008 až 2010 byl zaměstnán v Ústavu pro studium totalitních režimů, kde byl vedoucím Oddělení zkoumání doby nesvobody. Po odvolání Jiřího Pernese z pozice ředitele ÚSTR v květnu 2010 byl jmenován prozatímním ředitelem. Na této pozici působil do srpna 2010, kdy byl zvolen novým ředitelem Daniel Herman.

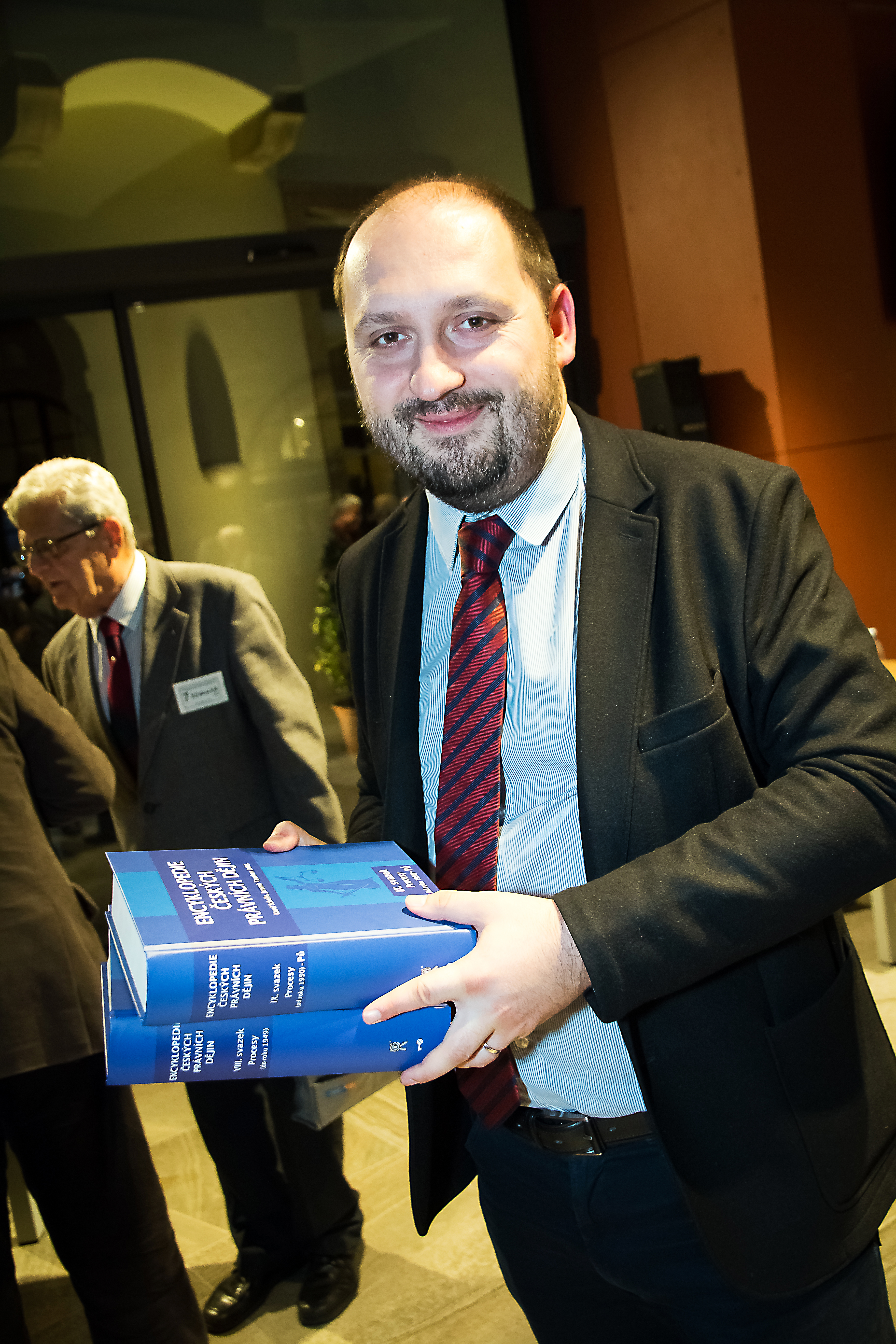
Zdeněk Hazdra na představení VIII. a IX. svazku Encyklopedie českých právních dějin věnovaným politickým procesům (Poslanecká sněmovna PČR, 2017).

Od zimního semestru 2010 do konce roku 2014 působil jako vědecký pracovník na Katedře středoevropských studií Filozofické fakulty Univerzity Karlovy v Praze. Zaměřoval se na problematiku šlechty v období mezi světovými válkami a v časech totalitních režimů, na protinacistický odboj a komunistickou perzekuci v 50. letech 20. století.
Do Ústavu pro studium totalitních režimů se vrátil v polovině dubna 2013, kdy jej ředitelka ÚSTR Pavla Foglová jmenovala svým 1. náměstkem.
V roce 2014 se přihlásil do výběrového řízení na post ředitele ÚSTR. V prvním a druhém kole volby, která se konala dne 9. dubna 2014, získal vždy 3 hlasy (ke zvolení byly třeba 4 hlasy), a postoupil tak do třetího kola volby. V něm byl dne 16. dubna 2014 zvolen ředitelem Ústavu pro studium totalitních režimů, když získal 4 hlasy, a porazil tak svou protikandidátku Muriel Blaive (obdržela 1 hlas). Proti volbě protestovali dva neúspěšní kandidáti, zejména Adrian Portmann, který se poté o neplatnost volby neúspěšně soudil. Konfederace politických vězňů ČR, jejíž tehdejší předsedkyně Naděžda Kavalírová v Radě ÚSTR prosazovala Portmanna, označila volbu za podvodně zorganizovanou. Hazdra se funkce ujal dne 1. května 2014. Post opustil na konci dubna 2022, jelikož Rada ÚSTR zvolila na svém zasedání na začátku března novým ředitelem Ladislava Kudrnu, který se funkce ujal 1. května 2022. Hazdra se výběrového řízení také účastnil, ale neuspěl.
Spolupracuje s Českým rozhlasem a Českou televizí (cyklus Neznámí hrdinové). Je také autorem či spoluautorem scénářů k hudebně-literárním pořadům a televizním dokumentům.
Je členem politické strany TOP 09. Ve volbách do zastupitelstev obcí 2022 vedl společnou kandidátní listinu TOP 09 a KDU-ČSL v Nymburce. Do zastupitelstva se ale strany nedostaly. Ve volbách do zastupitelstev krajů 2024 neúspěšně kandidoval ve Středočeském kraji na kandidátní listině koalice SPOLU.